# Universität Johannesburg
Die Universität Johannesburg (englisch University of Johannesburg, kurz UJ) in Johannesburg ist eine der größten Universitäten in Südafrika. Sie entstand am 1. Januar 2005 aus dem Zusammenschluss der Randse Afrikaanse Universiteit (gegründet 1967), dem Witwatersrand Technikon (gegründet 1925) sowie zweier Campuseinrichtungen der Vista University (gegründet 1982) in Soweto. Planungen zu dieser Fusion existierten seit Mai 2002. An der UJ wird in vier Sprachen unterrichtet, neben Englisch in Afrikaans, isiZulu und Sesotho.

## Organisation
Die UJ wird vom Vizekanzler geleitet, er wird unterstützt von fünf stellvertretenden Vizekanzlern und einem Prüfungsbeamten. Die Kanzlerin, seit 2022 Phumzile Mlambo-Ngcuka, hat repräsentative und symbolische Aufgaben. Die Leitung verantwortet sich gegenüber dem Universitätsrat.
Die Universität erstreckt sich über eine Fläche von 45.000 m² und verfügt über eine Bibliothek mit Lesesaal, Sportanlagen sowie Einkaufsmöglichkeiten und Cafés für die Studenten. Sie besteht aus neun Fakultäten, die sich auf vier Campusbereiche verteilen. Diese befinden sich in der Metropolregion Johannesburg, unter anderem im Stadtteil Soweto.

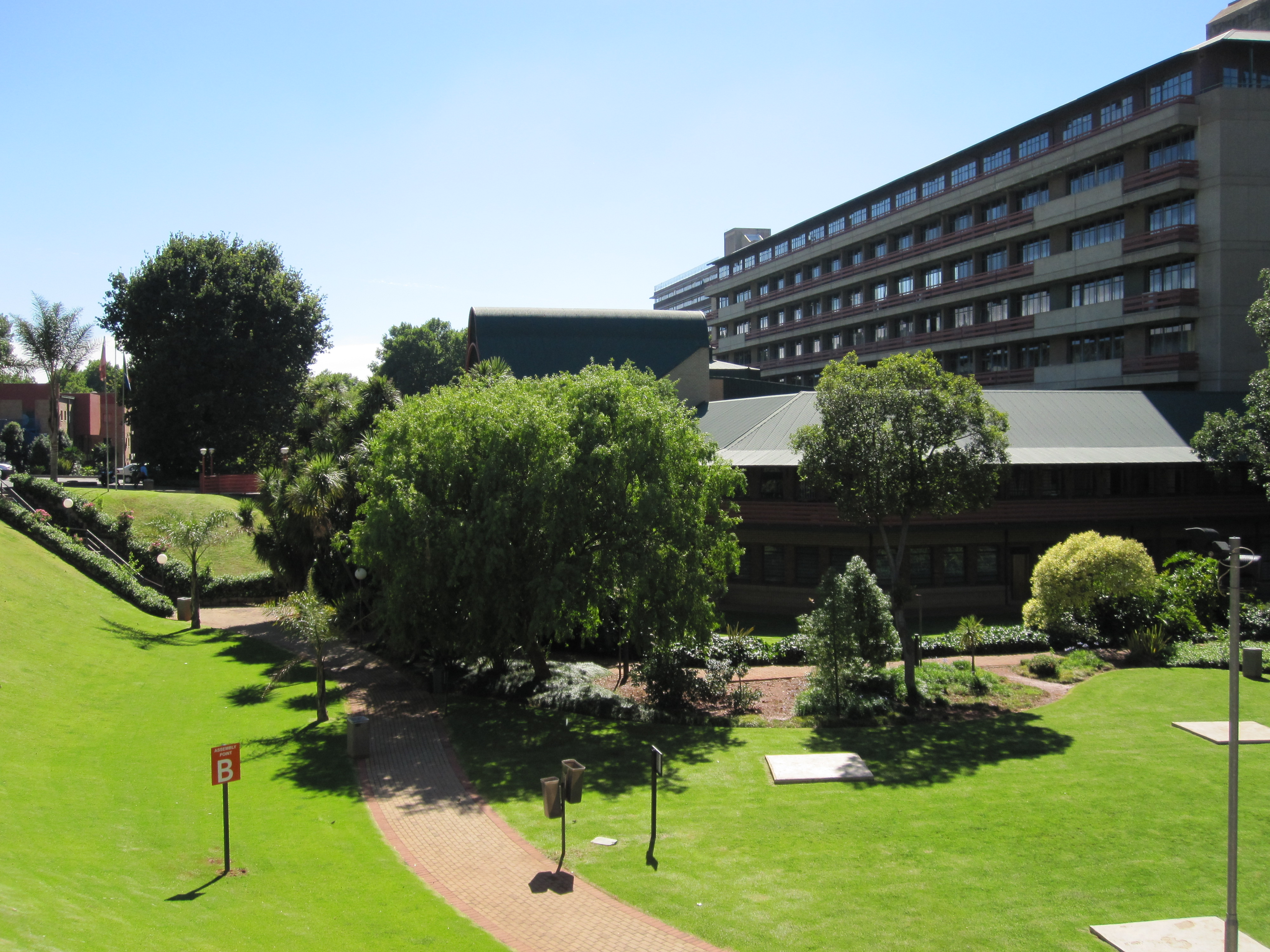
Doornfontein Campus
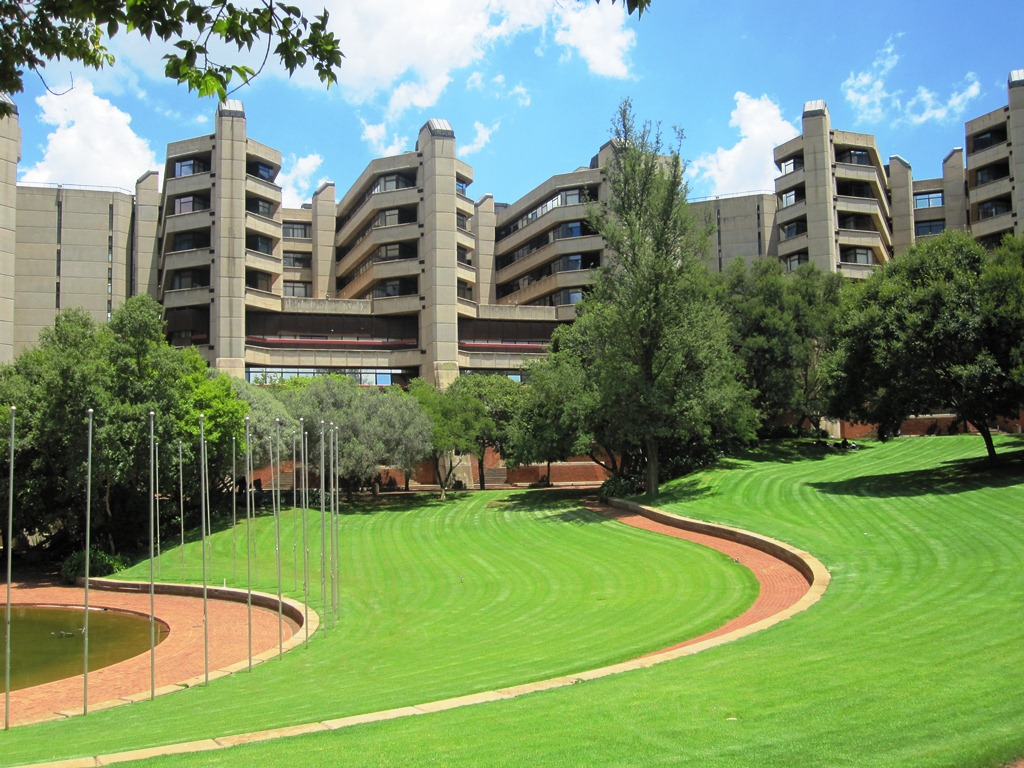
Auckland Park Campus

### Fakultäten
- Kunst, Design und Architektur
- Wirtschafts- und Finanzwissenschaft
- Bildung
- Ingenieur- und Bauwesen
- Medizin
- Geisteswissenschaften
- Rechtswissenschaft
- Management
- Naturwissenschaften

## Internationale Zusammenarbeit
Es besteht eine Partnerschaft mit der Universität Augsburg.